# Aşk ve Mavi
Aşk ve Mavi  es una serie de televisión turca de 2016, producida por NTC Medya y emitida por ATV.

## Trama
Ali, hijo de una familia adinerada, fue encarcelado durante mucho tiempo por asesinar a un hombre llamado Ahmet. Durante los últimos años de su encarcelamiento, ha intercambiado cartas con una chica llamada Mavi. En su primer día de libertad se conocen y deciden casarse. Lo que Ali no sabe es que Mavi no lo eligió entre todas las personas en prisión como amigo por correspondencia solo por coincidencia. Mavi es la hermana de Ahmet y está planeando asesinarlo durante su noche de bodas, tal y como murió su hermano.

## Reparto
- Emrah Erdoğan como Ali Göreçki.
- Burcu Kıratlı como Mavi Yılmaz Göreçki.
- Kenan Bal como Fazıl Göreçki.
- Işıl Yücesoy como Refika Göreçki.
- Cüneyt Mete como Cemal Göreçki.
- Ayşegül Ünsal como Hasibe Yılmazl.
- Birgül Ulusoy como Birgül.
- Necmettin Çobanoğlu como Mahmut Yılmaz.
- Alayça Öztürk como Safiye Göreçki.
- Osman Karakoç como İlyas.
- Nur Yazar como Fatma.
- Uğur Uzunel como İsmet Göreçki.
- Merve Erdoğan como Gülizar.
- Gülderen Güler como Sevda Göreçki.
- Yıldız Ustabaş como Hatice.
- Selin Dumlugöl como Pembe Yılmaz.
- Muhittin Oymakçıer como Metin.
- Keremcem como Yaman.

## Temporadas
| Temporada | Temporada | Episodios | Rango de episodios | Emisión original         | Emisión original        |
| Temporada | Temporada | Episodios | Rango de episodios | Inicio                   | Final                   |
| --------- | --------- | --------- | ------------------ | ------------------------ | ----------------------- |
|           | 1         | 32        | 1 - 32             | 4 de noviembre de 2016   | 16 de junio de 2017     |
|           | 2         | 37        | 33 - 69            | 22 de septiembre de 2017 | 8 de junio de 2018      |
|           | 3         | 9         | 70 - 78            | 21 de septiembre de 2018 | 16 de noviembre de 2018 |